# Oligarch

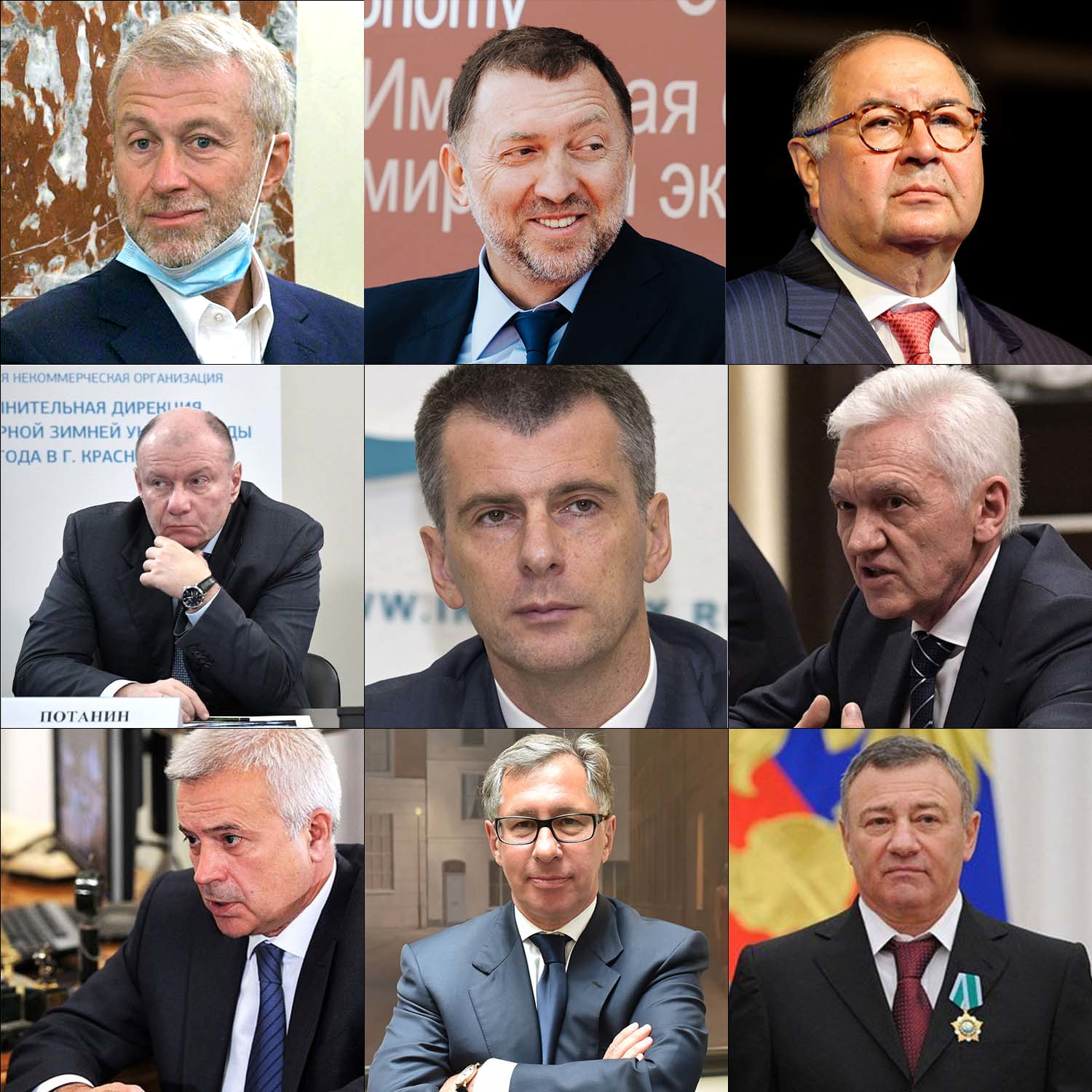
Neun der einflussreichsten russischen Oligarchen: Roman Abramowitsch, Oleg Deripaska, Alischer Usmanov, Wladimir Potanin, Michail Prochorow, Gennady Timtschenko, Wagit Alekperow, Pjotr Awen und Arkady Rotenberg (Stand: März 2022)

Als Oligarch (von Oligarchie „Herrschaft von Wenigen“) werden zum einen Anhänger der Oligarchie, zum anderen jene bezeichnet, die mit wenigen anderen eine Herrschaft ausüben, im Speziellen auch Großunternehmer, die durch Korruption auch politische Macht über ein Land oder eine Region erlangt haben. Im 21. Jahrhundert wird der Begriff hauptsächlich für eine Machtelite in postsowjetischen Staaten verwendet, die sich nach dem Zerfall der Sowjetunion am Staatsvermögen bereichert hat.

## Geschichte und Einordnung
In den USA wurde der Begriff während des wirtschaftlichen Aufschwungs im späten 19. und frühen 20. Jahrhundert auf Personen angewandt, die in einer Region ihre eigenen Regeln aufstellten, wenn es dort an Vertretern der staatlichen Rechtsordnung mangelte, etwa in manchen Städten des Westens oder in Alaska. Im 21. Jahrhundert wird der Begriff hauptsächlich für eine Machtelite in postsowjetischen Staaten verwendet, die sich nach dem Zerfall der Sowjetunion teilweise illegal am Staatsvermögen bereichert hat.
Während die Bezeichnung Oligarch gegenwärtig fast ausschließlich Milliardären in Postsowjetstaaten vorbehalten ist, werden Milliardäre in anderen Ländern eher als (Wirtschafts- oder Finanz-)Magnat, Tycoon oder Plutokrat bezeichnet.
Die These, dass Führungsgruppen auch in demokratischen Strukturen mit der Zeit zunehmend eigene Interessen verfolgen, wurde in den 1910er Jahren von dem Soziologen Gaetano Mosca, dem Politikwissenschaftler Ostrogorskii und dem Historiker Bryce vertreten und von dem Soziologen Robert Michels im Ehernen Gesetz der Oligarchie formuliert.  Mit der Verflechtung von Politik und Wirtschaft werden politische Entscheidungsprozesse intransparent und gehen häufig mit autokratischer Herrschaft und Schattenwirtschaft einher. Demokratische und rechtsstaatliche Transformationsprozesse werden behindert.

## Russland
Die russischen Oligarchen sind Unternehmer, die während Gorbatschows Periode der Marktliberalisierung ihre Geschäfte begannen. Der russische Oligarch gilt als Neureicher, der sich während der 1990er Jahre Staatseigentum aneignete.

“Many (if not most) of today’s oligarchs came from middle or lower classes and felt no qualms about picking up pieces of land or assets that used to belong to the state – without anyone quite knowing who owned what during the chaotic crisis.”

„Viele (wenn nicht die meisten) der heutigen Oligarchen kommen aus der Mittel- oder Unterschicht und hatten keine Skrupel, Land oder Besitztümer, die vorher dem Staat gehörten, zu stehlen – ohne dass jemand genau wusste, wer was während der chaotischen Krise besaß.“

Es wird allgemein angenommen, dass es in Russland seit dem Zusammenbruch der Sowjetunion zwei Generationen von Wirtschaftsoligarchen gibt: die Jelzin-Oligarchen und die Putin-Oligarchen.

### Oligarchen der Ära Jelzin
Gegen Ende der Zeit der Sowjetunion, während Gorbatschows Perestroika, schmuggelten einige russische Geschäftsleute Waren wie PCs und Jeans ins Land und verkauften sie mit hohem Gewinn auf dem Schwarzmarkt. In den 1990er Jahren, zu Boris Jelzins Amtszeit, während Russlands Übergang zu einer Marktwirtschaft, erschienen die Oligarchen auf der Bildfläche: gut vernetzte Unternehmer, die mit fast nichts begannen und reich wurden durch Marktaktivitäten und durch ihre Verbindungen mit der korrupten, wenn auch demokratisch gewählten russischen Regierung.
Die Oligarchen wurden in der russischen Öffentlichkeit äußerst unbeliebt und werden allgemein für die Verursacher des Wirtschaftschaos gehalten, das nach dem Zusammenbruch der Sowjetunion herrschte. The Guardian beschrieb die Oligarchen als „bei den durchschnittlichen Russen ungefähr so unbeliebt wie jemand, der zum Vergnügen auf dem Gehsteig vor einem Waisenhaus 50-Pfund-Scheine verbrennt“.
Während Jelzins Präsidentschaft erlangten die Oligarchen, insbesondere die  Sieben-Bankiers-Bande, zunehmenden Einfluss in der Politik und spielten eine bedeutende Rolle bei der Finanzierung von Jelzins Wiederwahl anlässlich der Präsidentschaftswahl in Russland 1996. Mit Hilfe von Insiderwissen über die finanziellen Entscheidungen der Regierung fiel es den Oligarchen leicht, ihren Besitz weiter zu vergrößern. Die russische Finanzkrise von 1998 traf jedoch einige der Oligarchen hart, und diejenigen, deren Vermögen auf Bankgeschäften beruhte, verloren den größten Teil davon.
Die einflussreichsten und öffentlich am meisten präsenten Oligarchen der Ära Jelzin sind Boris Beresowski, Michail Chodorkowski, Michail Fridman, Wladimir Gussinski, Witali Malkin und Wladimir Potanin. Von ihnen haben sich nur Fridman, Malkin und Potanin in die Ära Putin „hinübergerettet“. Die anderen wurden laut einem Bericht von The Guardian durch die Regierung entmachtet.

### Oligarchen der Ära Putin
Während der Regierungszeit von Wladimir Putin sind mehrere Oligarchen wegen illegaler Tätigkeiten unter Ermittlungsdruck geraten, beispielsweise aufgrund von Verstößen gegen das Steuerrecht. Es wird allerdings vielfach angenommen, dass die Vorwürfe politisch motiviert seien und die Wirtschaftsmagnaten die Gunst der Regierung verloren hätten. Wladimir Gussinski (Media-Most) und Boris Beresowski entkamen der Justiz, indem sie Russland verließen. Michail Chodorkowski (Yukos) wurde im Oktober 2003 festgenommen und zu neun Jahren Haft verurteilt. Luke Harding schrieb im Guardian: „Sein wahres Verbrechen war […], dass er Putin herausgefordert hatte.“ Der Europäische Gerichtshof für Menschenrechte stufte im September 2011 juristisch seine Verurteilung als „nicht politisch motiviert“ ein.
In Umfragen in Russland äußerten aber viele Russen die Überzeugung, dass es dafür politische Gründe gab. Schon 2004 schrieben Gorzka/Schulze: „Für die Oligarchen galt: Mitmachen und Teilen, oder vernichtet werden“. Mit dem Fall von Chodorkowski vor Augen wagte keiner von 37 versammelten Oligarchen ein Wort der Kritik, als ihnen Präsident Putin die angebliche Unausweichlichkeit der Entscheidung für den Überfall auf die Ukraine 2022 darlegte.
Iwan Rybkin, der frühere Sprecher der Staatsduma, behauptete, Putin sei Milliardär und „der größte Oligarch in Russland“. Russische Offizielle widersprachen Rybkins Auffassung entschieden und sagten, Rybkin habe für seine Aussage keinerlei Beweise vorgelegt. Putin selbst bestreitet diesen Vorwurf ebenfalls.
Manche Beobachter glauben, dass Putin eine staatlich gelenkte Wirtschaft errichtet hat, um die Imperien der Oligarchen der Jelzin-Ära zu demontieren. Die texanische Business-Intelligence-Firma Stratfor vertrat diese Sichtweise. Zu diesem Zweck habe Putin einige der vertrauenswürdigsten und nützlichsten Oligarchen direkt unter sich selbst im Kreml positioniert.
Zu den bedeutendsten Oligarchen der Ära Putin gehören Alischer Usmanow, Kirill Schamalow, Jewgeni Prigoschin, Roman Abramowitsch, Oleg Deripaska, Michail Prochorow und nach wie vor Wladimir Potanin, Witali Malkin, Michail Fridman, Wiktor Wekselberg, die Brüder Arkadi und Boris Rotenberg. Sogenannte Silowarchen vereinen Merkmale von Silowiki und Oligarchen.
Die Investigativjournalistin Catherine Belton erläuterte im Juli 2022 die bedeutende Rolle der russischen Oligarchen bei der Finanzierung von Operationen des russischen Staates, die auf eine Aushöhlung der westlichen Demokratien abzielen. Mit Hilfe ihrer Offshore-Konten und der von ihnen kontrollierten Gelder finanziere Putin Wahlmanipulationen und Staatspropaganda und sichere sich Einfluss auf ausländische Politiker. Die ehemals mächtige kleine Gruppe der Superreichen sei zu „Sklaven des Kreml“ geworden, weshalb sie den Begriff „Oligarch“ nicht mehr auf sie anwende.
Der russische Oligarch Chodorkowski wies 2022 darauf hin, dass der Begriff oft falsch verwendet werde: Ein Oligarch sei eine „Person, die die Möglichkeit hat, sich an der Lösung politischer Probleme zu beteiligen“. So gesehen, sei er nie ein Oligarch gewesen. So gesehen seien viele der Russen wohl eher Putins „Agenten“, auch in ihrer Beeinflussung des Westens, als Oligarchen.

### Globale Rezession und Kreditkrise von 2008 und Ukrainekrieg nach 2014
Nach Juli 2008 haben die reichsten 25 Russen, laut Auskunft von Bloomberg, zusammengenommen 230 Milliarden Dollar verloren. Der Abstieg der Oligarchen ist eng verbunden mit dem Einbruch am russischen Aktienmarkt, wo der RTS-Index infolge der Kapitalflucht nach dem Kaukasus-Konflikt 2008 um 71 % fiel.
Einer der Ersten, die von dem globalen Abschwung getroffen wurden, war Oleg Deripaska, zu dieser Zeit der reichste Mensch Russlands, dessen Nettovermögen im März 2008 28 Milliarden Dollar betrug. Als Deripaska von westlichen Banken Geld lieh, das er mit seinen Firmenbeteiligungen absicherte, zwang ihn der Fall der Aktien, Anteile zu verkaufen, um Nachschussforderungen zu begleichen.
Seit dem russischen Überfall auf die Ukraine 2022 sind auch russische Unternehmer Ziel westlicher Wirtschaftssanktionen. Nachdem sich viele westliche Unternehmen aus Russland zurückgezogen hatten, warnte Wladimir Potanin vor der Erwägung, ausländische Vermögenswerte zu beschlagnahmen; ein solcher Schritt würde die russische Wirtschaft für Jahrzehnte ins Abseits stellen.

## Ukraine

### Staatliche Definition
Im November 2021 unterzeichnete Präsident Wolodymyr Selenskyj das Gesetz Nr. 1780-IX, auf dessen Grundlage der Einfluss der Oligarchen transparenter und beschränkt werden sollte. Laut Gesetz gilt eine Person dann als Oligarch, wenn sie mindestens drei der folgenden vier Kriterien zugleich erfüllt: (1) Partizipation am politischen Leben, (2) bedeutender Einfluss auf die Medien, (3) Eigentümer eines Unternehmens mit einer Monopolstellung und (4) Eigentümer von Vermögenswerten und Unternehmen, deren Wert eine Million Existenzminima einer bestimmten Kategorie, deren Höhe jeweils zu Beginn eines Jahres festgelegt wird, übersteigt.

### Rolle der Oligarchen
Die ukrainischen Oligarchen sind anlässlich der Fußball-Europameisterschaft 2012 in den Blickpunkt der internationalen Öffentlichkeit getreten: Rinat Achmetow als Besitzer des Vereins Schachtar Donezk in Donezk und als Errichter von dessen Arena, Oleksandr Jaroslawskyj, der „König von Charkiw“, in gleichartiger Funktion bei Metalist Charkiw und seinem Metalist-Stadion, sowie die Brüder Hryhorij Surkis und Ihor Surkis, von denen ersterer auch als Präsident des ukrainischen Fußballverbands (FFU) fungiert, während sein jüngerer Bruder Präsident des ukrainischen Fußballvereins Dynamo Kiew in der Hauptstadt Kiew ist. Laut einigen Analysen in den Medien tendierten bis zu den politischen Umwälzungen seit 2013 die Oligarchen der Ostukraine, etwa der Achmetow-Clan, politisch zur „blauen“, eher russlandfreundlichen Partei des ehemaligen Präsidenten Wiktor Janukowytsch, jene der Westukraine wie z. B. der Pintschuk-Clan zur prowestlichen „orangen“ Seite seines Vorgängers Wiktor Juschtschenko und der ehemaligen Ministerpräsidentin Julia Timoschenko. Dabei wechselten die Unterstützungen und Koalitionen der Oligarchen je nach Geschäftsinteresse auch, zumal die Unternehmen der Oligarchen auch bereits international und nicht mehr nur regional präsent sind. Nach Einschätzung von Klaus Müller (AGH Wissenschaftlich-Technische Universität Krakau) trifft ein schlichtes Ost-West-Schema nicht die Realität, da es aufgrund des vorherrschenden Opportunismus unter den Oligarchen keine konstanten Lager gibt.

### Entstehung der Oligarchie
Herausgebildet haben sich die dominierenden Oligarchen im Übergang der Ukraine von einer Sowjetrepublik in die Unabhängigkeit in den 1990er Jahren. In der ersten Phase wurden vor allem Handels- und Finanzgeschäfte betrieben, die von staatlicher Seite durch Tolerierung ungesetzlicher Maßnahmen, Staatsaufträge und günstige Kredite unterstützt wurden. Die Gewinne dienten dem manipulierten Aufkauf von Staatsbetrieben und der Übernahme der Firmen von Schuldnern durch staatlicherseits gebilligte Konkursverfahren. Die so entstandenen Holdings in den profitablen Wirtschaftsbereichen der Ukraine waren weiterhin auf staatliches Wohlwollen angewiesen. Der Aufschwung Ende der 1990er Jahre führte zum rasanten Wachstum einiger Holdings und zur Expansion ihrer Geschäftstätigkeit auf dem globalen Markt. Nach der Phase der Kooperation zwischen Unternehmern und politischer Elite begannen die Unternehmer Mitte der 1990er Jahre selbst stärker politischen Einfluss zu nehmen: über den Aufkauf von Massenmedien, regionale Seilschaften und die Übernahme politischer Ämter.
In den ersten fünf Jahren der Transformation ging die Hälfte der Staatsunternehmen in privaten Besitz über und die ukrainische Wirtschaft wurde vor allem unter drei großen „Clans“ der 1990er Jahre territorial und sektoral untergliedert. In den folgenden Jahren erreichten sie eine Machtstellung auch außerhalb dieser Regionen: am Ende von Kutschmas Amtszeit im Januar 2005 hatten sie unter anderem die Leitung über das Außenministerium, das Energieministerium, die Zentralbank, den Nationalen Sicherheits- und Verteidigungsrat und die Zollbehörde. Der ukrainische Übergangspräsident Oleksandr Turtschynow ernannte 2014 die beiden Großunternehmer und Politiker Serhij Taruta und Ihor Kolomojskyj zu Gouverneuren von Donezk bzw. Dnjepropetrowsk.